# Вайгувське староство
Вайгувське староство (лит. Vaiguvos seniūnija) — адміністративно-територіальна одиниця на заході Кельмеського району у Литві. Адміністративний центр знаходиться у селі Вайгува. Населення староства, станом на 2021 рік, становить 722 осіб. Включає 44 села та 4 хутори.

## Географія
Розташоване на північному заході Литви на Жемайтській височині. 

Межує з Шаукенайським староством на півночі та північному сході, Кельмеським окружним – на сході, Кражяйським – на півдні та заході, та Ужвентським – на заході та північному заході.

## Галерея

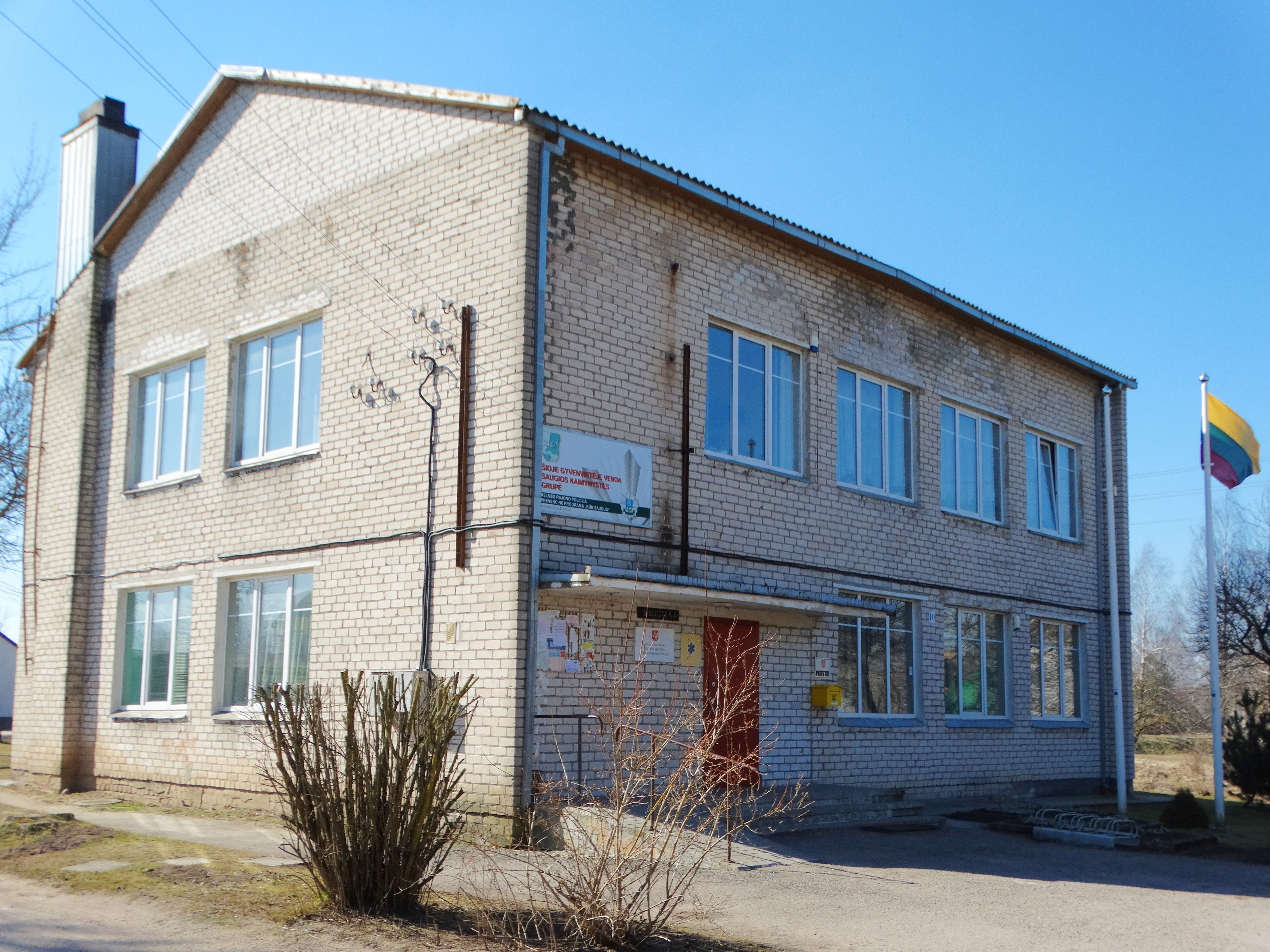
Муніципальна зала
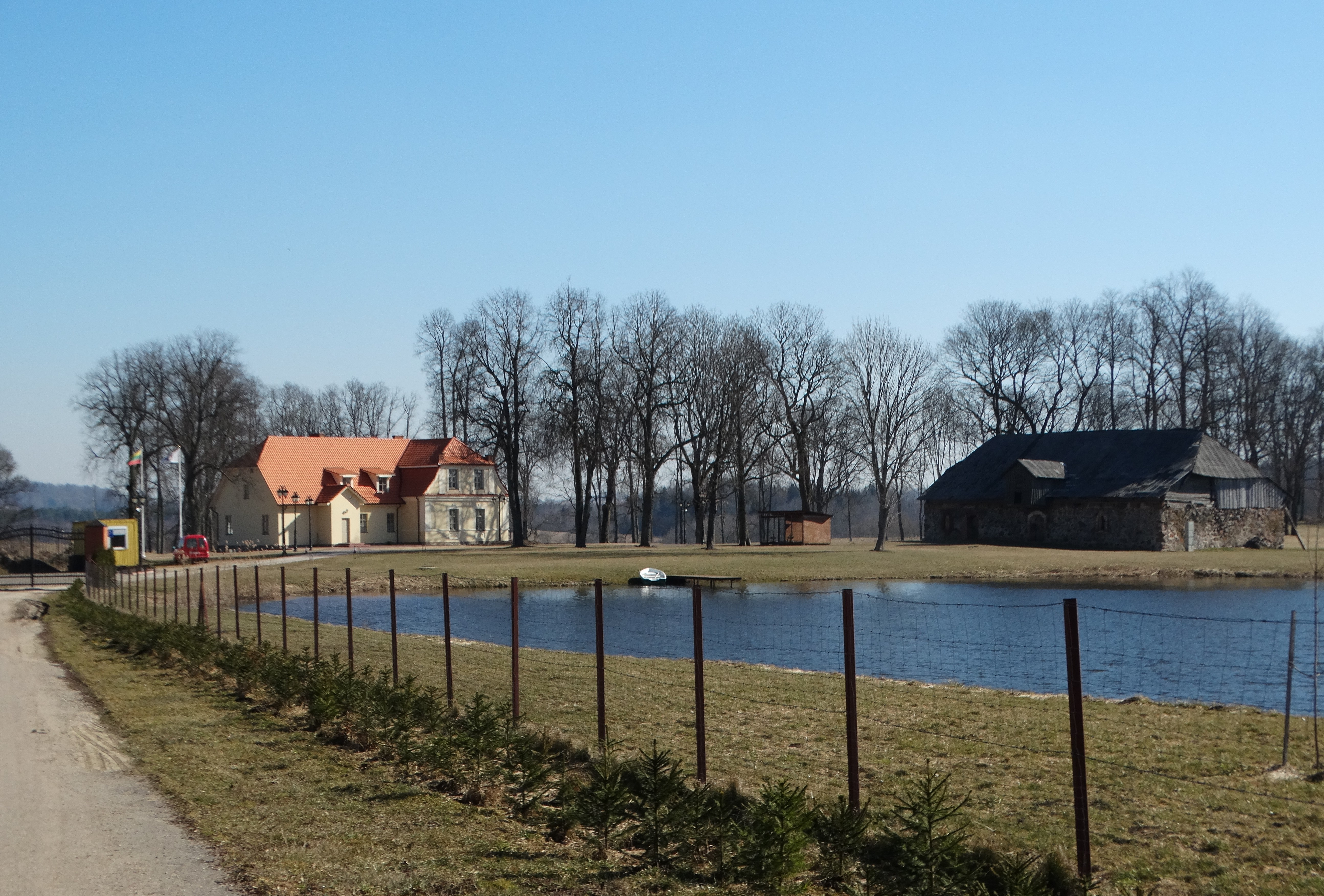
Садиба Пакевіс
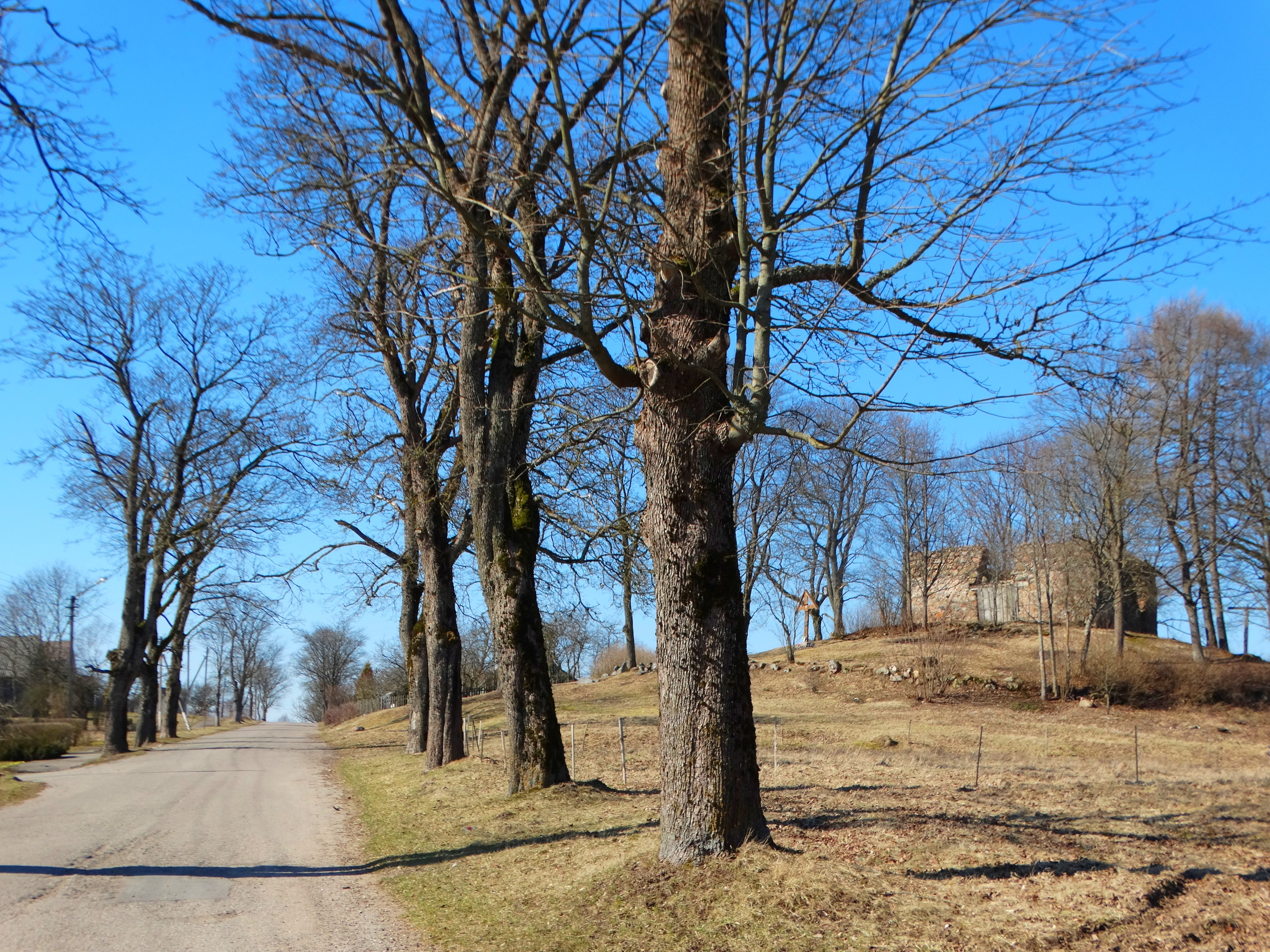
Пакевіс
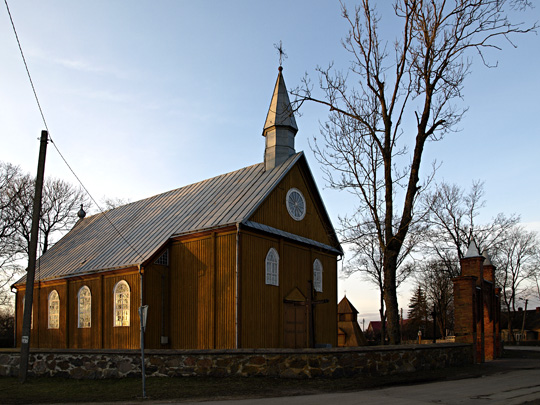
Церква у Вайгуві